# So jung und so verdorben
So jung und so verdorben ist ein US-amerikanisches Filmdrama aus dem Jahr 1950 von Bernard Vorhaus mit Paul Henreid in der Hauptrolle. Der Film wurde von Individual Pictures produziert.

## Handlung
Drei Mädchen entfliehen aus einer Besserungsanstalt, woraufhin der Psychologe Dr. John Jason gekündigt wird. Jane, Jackie und Loretta waren als Ausreißerinnen in der Anstalt untergebracht worden. Dr. Jason reflektiert, was er hätte machen können, um die Flucht der Mädchen zu verhindern.
Kurz nachdem Jason seinen Posten angetreten hat, wird ihm klar, dass die Anstalt die Insassen eher demoralisiert  als ihnen zu helfen. Dolores Guerrero wird beim Ausbruch erwischt. Sie erzählt ihm, dass sie von den Lehrern und auch von ihren Mitschülern schikaniert werde. Jason schlägt Reformen vor, doch die Opposition unter Miss Levering ist stark. Jackie und Jane behaupten, dass sie in Einzelhaft gehalten werden und zehn Stunden täglich arbeiten müssen. Jasons Reformvorschläge werden nicht umgesetzt. Er beschwert sich beim Anstaltsleiter Riggs, der jedoch an den strengen Disziplinarmethoden festhält. Jason trifft sich mit Miss Levering, die insgeheim mit ihm sympathisiert, ihre Wertvorstellungen jedoch durch die korrupte Anstaltsstruktur verloren hat.  
Weitere Disziplinarmaßnahmen führen dazu, dass einige Mädchen Feuer legen. Das Feuer kann schnell gelöscht werden. Die sadistische Aufseherin Mrs. Beuhler bestraft die Täterinnen, indem sie sie mit einem Feuerwehrschlauch abspritzt. Jason und Miss Levering hören von der Aktion und eilen den Mädchen zu Hilfe. Riggs kann verhindern, dass Jason Mrs. Beuhler zur Rechenschaft ziehen lässt, indem er ihm Vollmachten für einige Reformen gibt. Jason lässt die Klassen neu belegen, lässt mehr Freizeit und andere Freiheiten zu. Schon bald werden die Leistungen der Mädchen besser. 
Nach einiger Zeit ergeben sich Budgetprobleme für die Anstalt. Riggs will Probleme schaffen, die zu Jasons Kündigung führen sollen. Loretta streut das Gerücht, dass Jason eine Affäre mit Miss Levering habe. Die Lehrerin ist so erbost über die falsche Anschuldigung, dass sie Loretta schlägt. Jason ist Zeuge des Vorfalls. Miss Levering ist von sich selber schockiert und bietet ihren Rücktritt an, was Jason jedoch ablehnt. Als Dolores gefunden wird, die sich selbst erhängt hat, stehlen Jane, Jackie und Loretta einen Lastwagen, um zu fliehen, woraufhin Jason gekündigt und Mrs. Beuhler auf seinen Posten gehoben wird. 
Jasons Gedanken kehren in die Gegenwart zurück und er verlässt die Anstalt. Später sucht Jane ihn und Miss Levering auf. Sie erzählt, dass Mrs. Beuhler Dolores in den Selbstmord getrieben habe. Jason und Miss Levering bringen die Aussage vor den Untersuchungsausschuss. Jane und die anderen Mädchen werden jedoch von Riggs und Beuhler unter Druck gesetzt, so dass der Aussage kein Wert beigemessen wird. Jackie jedoch, die bis jetzt immer noch auf der Flucht war, platzt in die Anhörung und macht vor dem Ausschuss ihre Aussage. Riggs und Beuhler werden festgenommen, während Jason und Miss Levering Heiratspläne schmieden.

## Produktion

### Hintergrund
Gedreht wurde der Film ab dem 5. Juli 1949 in New York.

### Besetzung
In einer kleinen, nicht im Abspann erwähnten Nebenrolle trat Phyllis Love auf.
Anne Jackson, Rita Moreno und Phyllis Love gaben ihre Spielfilmdebüts.

## Synchronisation
| Rolle            | Schauspieler     | Deutscher Synchronsprecher |
| ---------------- | ---------------- | -------------------------- |
| Dr. John Jason   | Paul Henreid     | Klaus Miedel               |
| Ruth Levering    | Catherine McLeod | Elisabeth Ried             |
| Mrs. Beuhler     | Grace Coppin     | Ursula Krieg               |
| Loretta Wilson   | Anne Francis     | Marianne Kehlau            |
| Dolores Guerrero | Rita Moreno      | Lola Luigi                 |
| Wachmann         | Elliott Sullivan | Otto Czarski               |

Anmerkung: Die kursiv geschriebenen Namen sind Rollen und Darsteller, die nicht im Abspann erwähnt wurden.

## Veröffentlichung
Die Premiere des Films fand am 20. Mai 1950 statt. In der Bundesrepublik Deutschland kam er am 26. Oktober 1951 in die Kinos.

## Kritiken
Der Filmkritiken-Aggregator Rotten Tomatoes hat in einer Auswertung ein Publikumsergebnis von 36 Prozent positiver Bewertungen ermittelt.
Das Lexikon des internationalen Films schrieb: „Mit Ernsthaftigkeit und Anteilnahme werden die Bemühungen um sozialpädagogische Reformen dargestellt.“
Die Filmzeitschrift Cinema befand: „Gute Studie über pädagogische Reformen.“
Bosley Crowther von der The New York Times hingegen urteilte, der Film sei erbärmlich unpassend, plump gemacht und gespielt, ausgesprochen unangenehm anzuschauen.
Die Variety bezeichnete den Film als mittelmäßig. Das Thema führe zu starker Exploitation, doch der Film gehe da grundsätzlich leer aus durch das Vertrauen auf Archivaufnahmen und einen Mangel an Einfallsreichtum des Drehbuchs.
Der Kritiker des TV Guide sah einen gut gemeinten, aber unoriginellen Film.